# 中村清 (政治家)
中村 清（なかむら きよし、1903年（明治36年）5月25日 – 1993年（平成5年）11月15日）は、日本の内務官僚、政治家。三重県副知事、衆議院議員。

## 経歴
三重県志摩郡鵜方村、のちの阿児町鵜方（現志摩市阿児町鵜方）で、中村市太郎の二男として生まれる。専検合格を経て、1929年、東京商科大学本科を卒業。1928年10月、高等試験行政科試験に合格。1929年、内務省に入省し警視庁属兼警部に任官し保安部工事課に配属された。
以後、沖縄県警察部特別高等課長、茨城県警察部特別高等課長、警視庁警視、麻布鳥居坂警察署長、岡山県商工水産課長兼知事官房秘書課長、同人事課長、千葉県警察部特別高等課長、京都府警察部特別高等課長、島根県経済部長などを歴任。1943年3月、陸軍司政官に発令された。第16軍軍政監部附となり、1944年12月16日、陸軍省軍務局附へ異動。以後、内務書記官、岐阜県経済第一部長、山梨県内務部長、埼玉県経済部長、三重県内務部長などを歴任。
1947年、三重県副知事に就任。1949年1月の第24回衆議院議員総選挙で三重県第2区に民主自由党から出馬し当選。1953年4月の第26回総選挙でも当選し、衆議院議員を二期務めた。この間、民主自由党組織副部長、自由党政調会水産副部長を歴任。
その他、公正取引委員会委員、東方物産社長、三重生コンクリート社長、大東商事代表取締役を務めた。